# 사카타촌 (시가현)
사카타촌(坂田村)은 시가현 사카타군에 설치되었던 촌이다. 현재의 마이바라시 서부에 해당한다.